# ترانه‌شناسی جکسون فایو
این مقاله ترانه‌شناسی جکسون فایو (که در حال حاضر با نام جکسون‌ها شناخته می‌شود)، یک گروه خانوادگی آمریکایی از گری، ایندیانا است.
اعضای موسس گروه جکی، تیتو، جرمین، مارلون و مایکل گروه را پس از اجرای اولیه به نام برادران جکسون، که در ابتدا شامل سه‌نفر از سه برادر بزرگتر بود، تشکیل دادند. در سال ۱۹۷۵، زمانی که برادران با اپیک رکوردز قرارداد بستند و جرمین در موتاون رکوردز ماند، کوچک‌ترین برادر رندی جکسون جایگزین جرمین شد. در سال ۱۹۸۳، جرمین به گروه بازگشت، اما در سال ۱۹۸۹، مارلون و مایکل برای تمرکز بر حرفه انفرادی خود، گروه را ترک کرده بودند.
به‌طور کلی، ۱۸ تک‌آهنگ این گروه در بین ۲۰ آهنگ برتر بیلبورد آمریکا قرار گرفته که فقط ۴ تا از آن‌ها به رتبه ۱ رسیدند.

## آلبوم‌ها

### آلبوم‌های استودیویی

#### به‌عنوان جکسون فایو
| نام                                  | جزئیات آلبوم                                   |
| ------------------------------------ | ---------------------------------------------- |
| دایانا راس جکسون فایو را تقدیم می‌کند | - تاریخ انتشار: ۱۲ دسامبر ۱۹۶۹ - ناشر: موتاون  |
| ای‌بی‌سی                               | - تاریخ انتشار: ۸ مه ۱۹۷۰ - ناشر: موتاون       |
| آلبوم سوم                            | - تاریخ انتشار: ۸ سپتامبر ۱۹۷۰ - ناشر: موتاون  |
| آلبوم کریسمس جکسون فایو              | - تاریخ انتشار: ۱۵ اکتبر ۱۹۷۰ - ناشر: موتاون   |
| شاید فردا                            | - تاریخ انتشار: ۱۲ آوریل ۱۹۷۱ - ناشر: موتاون   |
| نگاه کردن از طریق پنجره‌ها            | - تاریخ انتشار: ۲۳ مه ۱۹۷۲ - ناشر: موتاون      |
| آسمان‌نویس                            | - تاریخ انتشار: ۲۹ مارس ۱۹۷۳ - ناشر: موتاون    |
| جی.آی.تی.: با هم جمع کن              | - تاریخ انتشار: ۱۲ سپتامبر ۱۹۷۳ - ناشر: موتاون |
| ماشینِ رقص                            | - تاریخ انتشار: ۵ سپتامبر ۱۹۷۴ - ناشر: موتاون  |
| نقضِ متحرک                            | - تاریخ انتشار: ۱۵ مه ۱۹۷۵ - ناشر: موتاون      |

#### به‌عنوان جکسون‌ها
| نام               | جزئیات آلبوم                                      |
| ----------------- | ------------------------------------------------- |
| جکسون‌ها           | - تاریخ انتشار: ۵ نوامبر ۱۹۷۶ - ناشر: اپیک        |
| رفتن به مکان‌ها    | - تاریخ انتشار: ۱۸ اکتبر ۱۹۷۷ - ناشر: اپیک        |
| سرنوشت            | - تاریخ انتشار: دسامبر ۱۹۷۸ - ناشر: اپیک، سی‌بی‌اس  |
| پیروزی            | - تاریخ انتشار: اکتبر ۱۹۸۰ - ناشر: اپیک، سی‌بی‌اس   |
| ویکتوری           | - تاریخ انتشار: ۲ ژوئیه ۱۹۸۴ - ناشر: اپیک، سی‌بی‌اس |
| خیابانِ ۲۳۰۰ جکسون | - تاریخ انتشار: ۲۳ مه ۱۹۸۹ - ناشر: اپیک، سی‌بی‌اس   |

### آلبوم‌های زنده
| نام                | جزئیات آلبوم |
| به‌عنوان جکسون فایو | به‌عنوان جکسون فایو |
| ------------------ | --- |
| جکسون فایو در ژاپن | - تاریخ انتشار: ۳۱ اکتبر ۱۹۷۳ (ژاپن) - ضبط شده: ۳۰ آوریل ۱۹۷۳ در اوزاکا، ژاپن - ناشر: موتاون - فرمت: چندآهنگه، نوار کاست، ۸-ترک |
| زنده در انجمن      | - تاریخ انتشار: ۲۰۱۰ - ضبط شده: ۲۰ ژوئن ۱۹۷۰ و ۲۶ اوت ۱۹۷۲ در کالیفرنیا - ناشر: موتاون، هیپ-او                                  |
| به‌عنوان جکسون‌ها    | |
| جکسون‌ها زنده!      | - تاریخ انتشار: ۱۱ نوامبر ۱۹۸۱ - ضبط شده در تور پیروزی (۸ ژوئیه - ۲۶ سپتامبر ۱۹۸۱) - ناشر: اپیک، سی‌بی‌اس                         |

### آلبوم‌های گردآوری‌شده
| نام                                                      | جزئیات آلبوم                                     |
| به‌عنوان جکسون فایو                                       | به‌عنوان جکسون فایو                               |
| -------------------------------------------------------- | ------------------------------------------------ |
| بزرگترین بازدیدها                                        | - انتشار: ۲۷ دسامبر ۱۹۷۱ - ناشر: موتاون          |
| گلچین                                                    | - انتشار: ۱۵ ژوئن ۱۹۷۶ - ناشر: موتاون            |
| موسیقی شاد جوک‌باکس                                       | - انتشار: ۲۶ اکتبر ۱۹۷۶ - ناشر: موتاون           |
| سیاه‌پوست                                                 | - انتشار: ۱۶ ژانویه ۱۹۷۹ - ناشر: موتاون          |
| هیت برتر                                                 | - انتشار: ژوئن ۱۹۸۳ - ناشر: موتاون               |
| کودکان نور                                               | - انتشار: مه ۱۹۹۳                                |
| روحیه دادن!                                              | - انتشار: ۲۷ ژوئن ۱۹۹۵ - ناشر: موتاون            |
| جکسون فایو: مجموعه نهایی                                 | - انتشار: ۱۵ اوت ۱۹۹۵ - ناشر: موتاون             |
| بهترین‌های مایکل جکسون با جکسون فایو                      | - انتشار: ۱۹۹۵ - ناشر: موتاون                    |
| بهترین‌های مایکل جکسون و جکسون فایو – سال‌های موتاون       | - انتشار: ۱۹۹۷ - ناشر: موتاون                    |
| استادان قرن بیستم - هزارمین مجموعه: بهترین‌های جکسون فایو | - انتشار: ۱۹۹۹ - ناشر: موتاون                    |
| طلایی                                                    | - انتشار: ۲۰۰۵ - ناشر: موتاون                    |
| سال‌های موتاون                                            | - انتشار: ۲۰۰۸ - ناشر: موتاون                    |
| می‌خواهم برگردی! منتشر نشده‌ها                             | - انتشار: ۱۰ نوامبر ۲۰۰۹ - ناشر: موتاون          |
| جی برای جکسون فایو است                                   | - انتشار: ۳۰ مارس ۲۰۱۰ - ناشر: موتاون            |
| بیا و بگیر: مرواریدهای کمیاب                             | - انتشار: ۱۸ سپتامبر ۲۰۱۲ - ناشر: موتاون، هیپ-او |
| به‌عنوان جکسون‌ها                                          |                                                  |
| جکسون‌های اصلی                                            | - انتشار: ۹ مارس ۲۰۰۴ - ناشر: اپیک، سی‌بی‌اس       |
| بهترین‌های جکسون‌ها                                        | - انتشار: ۵ ژوئیه ۲۰۰۴ - ناشر: اپیک، سی‌بی‌اس      |
| داستان جکسون‌ها                                           | - انتشار: ۲۰ ژوئیه ۲۰۰۴ - ناشر: هیپ-او           |
| می‌تونی آن را حس کنی – مجموعه جکسون‌ها                     | - انتشار: ۲۰۰۹ - ناشر: کامدن، سونی               |